# Autentisk fråga
En autentisk fråga betecknar inom pedagogiken en fråga som inte har ett givet svar. Dessa har det gemensamt med öppna frågor att de inte har ett facitliknande svar. Det som skiljer autentiska frågor från öppna frågor är att den som frågar inte sitter inne med svaret, vilket gör hela frågesituationen autentisk.
Frågorna i vanliga samtal utanför undervisningssituationer domineras normalt av "autentiska frågor", men i sådana situationer används knappast denna term.